# 柞槲栎
柞槲栎（学名：Quercus ×mongolicodentata）为壳斗科栎属下的一个种。

## 扩展阅读
- 維基物種上的相關：柞槲栎